# طبل چومانا
طبل چومانا (به انگلیسی: Chomana Dudi) فیلمی محصول سال ۱۹۷۵ و به کارگردانی بی.وی. کارانت است. در این فیلم بازیگرانی همچون ام.وی. واسودوا رائو، پادما کومتا، جایاراج، سوندار راج، هونایاه و گویند بات ایفای نقش کرده‌اند.